# Julian von Hartmann
Julian Wolfgang Matthias Bruno von Hartmann (* 20. Juni 1842 in Münster; † 6. März 1916 ebenda) war ein preußischer Verwaltungsbeamter und Regierungspräsident des Regierungsbezirks Aurich sowie des Regierungsbezirks Aachen.:507

## Leben

### Herkunft und Ausbildung
Julian von Hartmann war der Sohn des Oberregierungsrats, Oberstleutnant z.D., Albert von Hartmann (* 5. März 1805 in Paderborn; † 12. März 1865 in Münster) aus dem Adelsgeschlecht Hartmann und der Ottilia Katharina Julia Pauline, geb. von und zur Mühlen (* 29. Juni 1812 in Münster; † 21. Oktober 1845 ebenda).  Nach dem Besuch am Gymnasium Paulinum in seiner Heimatstadt, das er im Jahr 1860 mit Ablegung der Reifeprüfung verließ, studierte er Rechtswissenschaften an den Universitäten in Bonn (Immatrikulation 27. Oktober 1860), Heidelberg und Berlin. Mit deren Abschluss trat er am 12. September 1863 als Auskultator in den preußischen Justizdienst ein (Vereidigung Münster, 14. September 1863). Nach Ablegung des ersten juristischen Staatsexamens zum Gerichtsreferendar ernannt (18. Februar 1865), setzte Hartmann seine Ausbildung bei dem Appellationsgericht Münster fort. Er wechselte dann aber als Regierungsreferendar in den Verwaltungsdienst, wo er bei den Regierungen in Münster und Potsdam Einsatz fand. Mit Ablegung der zweiten Staatsprüfung und Ernennung zum Regierungsassessor (24. Juni 1865) wurde er zunächst mit der vertretungsweisen Verwaltung des Landratsamtes Zell beauftragt.:507

### Werdegang
Hartmann setzte seine berufliche Entwicklung ab dem 28. August 1868 als Hilfsarbeiter bei dem Amt Nienburg und mit dem 1. Juni 1869 in Göttingen fort. Während des Deutsch-Französischen Krieges fand er von November 1870 bis Mai 1871 auf dem Landratsamt Büren Beschäftigung und wechselte anschließend als Hilfsarbeiter in das preußische Innenministerium nach Berlin. Weitere Dienststationen: Oktober 1871 Landdrostei Hildesheim, April 1872 Landdrostei Hannover und im Juni 1872 Oberpräsidium Hannover. Dort erhielt Julian von Hartmann am 25. Juli 1878 seine Ernennung zum Regierungsrat und am 26. März 1885 die Beförderung zum Oberpräsidialrat. Fünf Jahre darauf erhielt er am 5. Februar 1890 die Bestallung zum Regierungspräsidenten in Aurich.:508

### Regierungspräsident in Aachen
Nur zwei Jahre verbrachte Hartmann in Ostfriesland. Mit dem 9. März 1892 übernahm er als Regierungspräsident die Leitung der Königlichen Regierung Aachen. Er blieb dort bis zum Eintritt in den Ruhestand zum 1. April 1907. Zuvor wurde er am 19. Juni 1902 zum Wirklichen Geheimen Oberregierungsrat ernannt.:508
In Aachen entfaltete von Hartmann eine rege Verwaltungstätigkeit. Durch seine Initiative konnte die Stadt Aachen 1897 die zuvor zum Landkreis Aachen gehörende Stadt Burtscheid eingemeinden und 1906 die benachbarte Gemeinde Forst. Wodurch die Stadt auf rund 150.000 Einwohner anwuchs. An der Technischen Hochschule war er als Königlicher Kommissar Vorsitzender des technischen Prüfungsamtes für Bauführer und über den Karlsverein setzte er sich nachhaltig für die Restaurierung des Domes ein. Doch setzte er auch außerhalb des Regierungssitzes Schwerpunkte. So wird der Ausbau des Kleinbahnnetzes ebenso als sein Werk bezeichnet wie die Errichtung der Urfttalsperre. Auf der wirtschaftlichen Entwicklung der Eifelkreise lag dabei seine besondere Aufmerksamkeit.

„[…] Die Eifel allerdings, die unter ungünstigen klimatischen und Verkehrsverhältnissen leidet, erfordert eine andauernde intensive Fürsorge, und diese haben wir ihr angedeihen lassen, wie ich meine, mit gutem Erfolg.“

Nach seiner Pensionierung zog Hartmann zurück nach Münster, wo er auch im Jahr 1916 starb.
Ehrungen
- 1893 Roter Adlerorden III. Klasse mit Schleife
- 1897 Roter Adlerorden II. Klasse mit Eichenlaub
- 1905 Kronenorden II. Klasse mit Stern
- 1907 Stern zum Roten Adlerorden II. Klasse mit Eichenlaub (bei seinem Ausscheiden aus dem Staatsdienst)[4]

### Familie
Der Katholik Julian von Hartmann heiratete am 15. Mai 1877 in Heiligenstadt:507 Ottilie von und zur Mühlen (* 7. Mai 1852 in Paderborn; † 8. August 1926 in Münster), Tochter des Bürgermeisters Julius von und zur Mühlen (* 2. Oktober 1815 in Münster; † 14. Juni 1900 in Münster) und der Clara, geb. von Hartmann (* 25. November 1820 in Büren in Westfalen; † 19. Juni 1886 in Münster). Der Kölner Erzbischof Felix von Hartmann war sein jüngerer Halbbruder. Ihre Tochter Hildegard (1878–1910) war seit 1898 mit dem Landrat der Kreise Malmedy (1894–1899) und zuletzt Aachen (1899–1919), Karl von Pastor, verheiratet.